# Obiektowy model dokumentu

Hierarchia obiektów w przykładowym HTML DOM

Obiektowy model dokumentu (ang. Document Object Model, DOM) – sposób reprezentacji złożonych dokumentów XML i HTML w postaci modelu obiektowego. Model ten jest niezależny od platformy i języka programowania.
Standard W3C DOM definiuje zespół klas i interfejsów, pozwalających na dostęp do struktury dokumentów oraz jej modyfikację poprzez tworzenie, usuwanie i modyfikację tzw. „węzłów” (ang. nodes).
Dla większości języków programowania istnieją biblioteki obsługujące DOM dla plików XML. Najbardziej zaawansowane z nich to Apache Xerces () i MS XML. Standard W3C definiuje interfejsy DOM tylko dla języków JavaScript i Java.

## Standaryzacja
Pierwotnie nie istniał standardowy DOM. Twórcy najpopularniejszych przeglądarek internetowych (Netscape i Microsoft) tworzyli własne niezgodne ze sobą modele o interfejsie programistycznym opartym na kolekcjach odpowiednio: document.layers i document.all.
Organizacja W3C przygotowała ujednolicony standard obiektowego modelu dokumentu, wewnętrznie podobny do wersji Microsoftu, choć o innym interfejsie programistycznym – dostęp do elementów dokumentu możliwy jest tu poprzez wywołanie odpowiedniej metody – np. document.getElementById.

## Poziomy DOM
Istnieje kilka tzw. poziomów DOM:

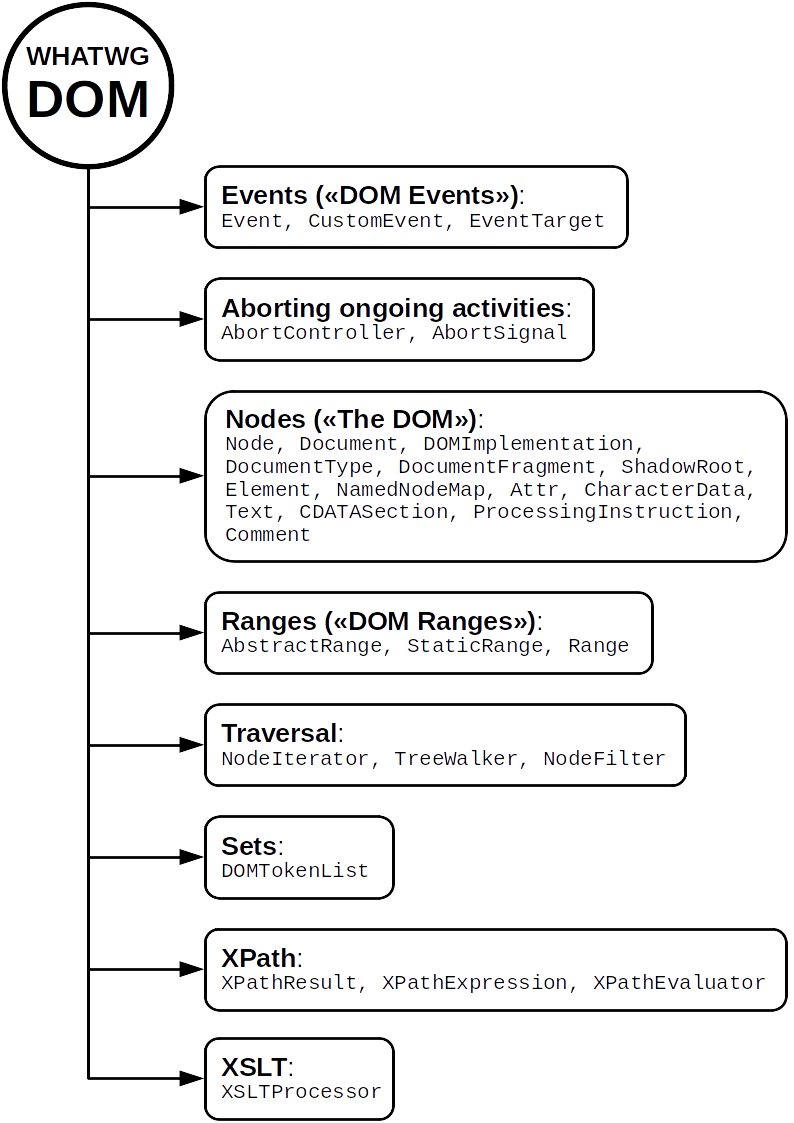
WHATWG DOM

- nieoficjalny „poziom zerowy” (DOM Level 0) – model DOM z przeglądarki Netscape Navigator 3.0, skopiowany przez Microsoft i zaimplementowany we wszystkich przeglądarkach internetowych, mimo że nie stanowi oficjalnego standardu W3C. Zapewnia prosty dostęp głównie do elementów formularzy i obrazków.

- poziom pierwszy (DOM Level 1) – dostępny z poziomu JavaScriptu w przeglądarkach internetowych oraz w wielu innych językach programowania. Poziom ten odpowiada za dostęp do treści dokumentu poprzez tworzenie, modyfikowanie i dołączanie węzłów i atrybutów.

- poziom drugi (DOM Level 2) – dostępny w większości współczesnych przeglądarek internetowych oraz w wielu językach programowania. Poziom ten odpowiada m.in. za obsługę zdarzeń i przestrzeni nazw.

- poziom trzeci (DOM Level 3) – składa się na niego sześć specyfikacji:
  - DOM Level 3 Core
  - DOM Level 3 Load and Save
  - DOM Level 3 XPath
  - DOM Level 3 Views and Formatting
  - DOM Level 3 Requirements
  - DOM Level 3 Validation